# Бург-ім-Ляйменталь
Бург-ім-Ляйменталь (нім. Burg im Leimental) — громада  в Швейцарії в кантоні Базель-Ланд, округ Лауфен.

## Географія
Громада розташована на відстані близько 60 км на північ від Берна, 23 км на захід від Лісталя.
Бург-ім-Ляйменталь має площу 2,8 км², з яких на 4,9% дозволяється будівництво (житлове та будівництво доріг), 14,2% використовуються в сільськогосподарських цілях, 80,9% зайнято лісами, 0% не є продуктивними (річки, льодовики або гори).

## Демографія
2019 року в громаді мешкало 276 осіб (+11,7% порівняно з 2010 роком), іноземців було 10,9%. Густота населення становила 97 осіб/км².
За віковим діапазоном населення розподілялося таким чином: 17,4% — особи молодші 20 років, 59,4% — особи у віці 20—64 років, 23,2% — особи у віці 65 років та старші. Було 119 помешкань (у середньому 2,3 особи в помешканні).
Із загальної кількості 28 працюючих 10 було зайнятих в первинному секторі, 5 — в обробній промисловості, 13 — в галузі послуг.